# Cisza jak ta
Cisza jak ta – polski zespół wykonujący poezję śpiewaną, piosenkę poetycką, założony w 2003 w Kołobrzegu.
Zespół tworzy aranżacje muzyczne do wierszy poetów polskich dwudziestego wieku, takich jak Bolesław Leśmian, Maria Pawlikowska-Jasnorzewska, Kazimierz Przerwa-Tetmajer, Jonasz Kofta, Agnieszka Osiecka, Edward Stachura, jak i współczesnych poetów jak Wiesława Kwinto-Koczan, Ewelina Marciniak, Barbara Borzymowska czy Tomasz Borkowski.
Autorami tekstów są również aktualni lub byli członkowie zespołu: Michał Łangowski, Mariusz Skorupa, Mariusz Borowiec czy Mateusz Wyziński.
Zespół w ciągu 16 lat istnienia zagrał ponad 1100 koncertów w całym kraju i wydał 13 płyt rejestrujących ponad sto utworów grupy.
Od 2017 r. Zespół jest Ambasadorem Fundacji Daj Mi Skrzydła, aktywnie wspierając przede wszystkim akcję „Zdążyć przed SLA”.

## Skład

### Obecni członkowie
- Michał Łangowski – gitara akustyczna, wokal, perkusja, perkusjonalia, piosenki
- Jacek Konieczny – piano
- Ilona Karnicka – skrzypce, wokal, piosenki
- Darek Bądkowski – gitara basowa
- Aleksandra Frąckowiak – flet poprzeczny, wokal, piosenki
- Mateusz Wyziński – perkusja, djembe, gitara, wokal, piosenki
- Mateusz Szternel – realizator dźwięku

### Byli członkowie
- Hubert Liczbański – klarnet, djembe, kij deszczowy (płyty Koncert w Radio Gdańsk, Nasze światy)
- Ola Kot – śpiew, kij deszczowy, dzwonki
- Mariusz Borowiec – gitara, śpiew
- Bartosz Szymoniak – skrzypce (płyta Zielona magia)
- Marek Przewłocki – mandolina, flet (płyta Zielona magia), dudy galicyjskie (płyta Sen natchniony)
- Jan Sokolnicki – saksofon, akordeon (płyty Sen natchniony, Chwile)
- Agnieszka Sosnowska – flet poprzeczny, śpiew (płyta Sen Natchniony, płyta Chwile)
- Mateusz Wysocki – gitara basowa (płyta Koncert w Radio Gdańsk)
- Wojtek Bergiel – saksofon (płyta Wuka)
- Mariusz Skorupa – gitara, wokal, harmonijka, piosenki (2003–2019)

## Dyskografia

### Albumy studyjne
- Zielona magia (2005)
- Sen natchniony (2006)
- Chwile (2008)
- Koncert w Radio Gdańsk (2009)
- Nasze światy (2011)
- Wuka (2013)
- Jedyny taki koncert (2015)
- Więcej milczenia (2015)
- Ze Starej Szuflady (2016)
- Nieobecność (2017)
- Ze Starej Szuflady – Szuflada Druga (2018)
- Ciszaki i Dzieciaki (2019)

### Kompilacje
- Górskie opowieści (2015)
- Górskie opowieści – wędrówka druga  (2019)

## Nagrody
- 2003 – Wyróżnienie na Ogólnopolskiej Turystycznej Giełdzie Piosenki Studenckiej w Szklarskiej Porębie
- 2004 – Zapach chleba piosenką laureatką Festiwalu Piosenki Studenckiej Bazuna
- 2005 – Ciepły sen o Bieszczadach piosenką laureatką Festiwalu Piosenki Studenckiej Bazuna
- 2005 – Wyróżnienie na Festiwalu Piosenki Poetyckiej Nadzieja w Kołobrzegu
- 2006 – Ciebie szukałem piosenką laureatką Festiwalu Piosenki Studenckiej Bazuna
- 2006 – II miejsce na Ogólnopolskim Studenckim Przeglądzie Piosenki YAPA w Łodzi
- 2007 – I miejsce, nagroda publiczności i nagroda Studenckiego Koła Przewodników Beskidzkich w Łodzi na Ogólnopolskim Studenckim Przeglądzie Piosenki YAPA w Łodzi
- 2012 – Nasze światy – Poetycką Płytą Roku w audycji Baza Ludzi z Mgły
- 2013 – Zespół uhonorowany Pegazem Kultury dla Twórców Kultury 2013
- 2014 – Wuka – Poetycką Płytą Roku w audycji Baza Ludzi z Mgły
- 2014 – Piosenki zespołu zdobywają dziewięć z dziesięciu pierwszych miejsc w głosowaniu słuchaczy ogólnopolskiego konkursu muzycznego TVN, Radiowej Trójki i Skody „Skoda Auto Muzyka”, a zespół zdobywa Nagrodę Publiczności.
- 2017 – Nieobecność Poetycką Płytą Roku w audycji Baza Ludzi z Mgły